# Trennungsaxiom
In der Topologie und verwandten Gebieten der Mathematik betrachtet man oft nicht alle topologischen Räume, sondern stellt bestimmte Bedingungen, die von den interessierenden Räumen erfüllt werden sollen. Einige dieser Bedingungen nennt man Trennungsaxiome oder Trennungseigenschaften. Sie werden nach Andrei Nikolajewitsch Tichonow manchmal auch als Tichonow-Trennungsaxiome (bzw. in älterer Transkription Tychonoff-Trennungsaxiome) bezeichnet.
Die Trennungsaxiome sind Axiome in dem Sinn, dass man bei der Definition eines topologischen Raums einige dieser Bedingungen zusätzlich fordern kann, um einen stärker eingeschränkten Begriff des topologischen Raums zu erhalten. Die moderne Herangehensweise besteht darin, die Axiome des topologischen Raums ein für alle Mal zu fixieren (wie sie im Artikel topologischer Raum gegeben sind) und dann von bestimmten Arten topologischer Räume zu sprechen. Der Name „Trennungsaxiom“ für diese Bedingungen hat sich aber bis heute erhalten. Viele Trennungsaxiome werden mit dem Buchstaben „T“ (für „Trennung“) bezeichnet.
Die genaue Bedeutung der Begriffe, die in den Trennungsaxiomen vorkommen, hat sich im Laufe der Zeit verändert. Beim Lesen älterer Literatur sollte man also darauf achten, die vom Autor verwendete Definition zu kennen.
Zur Formulierung der Trennungsaxiome benötigen wir einige Begriffe, die im Folgenden definiert werden.

## Getrennte Mengen und topologisch unterscheidbare Punkte
Die Trennungsaxiome machen Aussagen darüber, wie Punkte und Mengen mit topologischen Mitteln unterschieden werden können. Es reicht oft nicht, dass zwei Punkte eines topologischen Raums verschieden sind; man will sie topologisch unterscheiden können. Ebenso ist es oft nicht ausreichend, dass zwei Mengen disjunkt sind; wir wollen sie (auf verschiedenste Weisen) topologisch trennen können. Alle Trennungsaxiome fordern, dass Punkte oder Mengen, die in einem bestimmten schwachen Sinne unterscheidbar sind, auch in einem stärkeren Sinne unterscheidbar sind.
Sei {\displaystyle X} ein topologischer Raum. Zwei Teilmengen {\displaystyle A} und {\displaystyle B} von {\displaystyle X} heißen separiert, wenn jede der beiden disjunkt zur abgeschlossenen Hülle der anderen ist. Separierte Mengen sind immer disjunkt.
Es gibt noch andere, stärkere Formen der Separiertheit von Mengen: separiert durch Umgebungen; separiert durch abgeschlossene Umgebungen; separiert durch eine stetige Funktion. Siehe dazu Liste von Trennungseigenschaften von Mengen in topologischen Räumen.
Wenn man die Terminologie von getrennten Mengen auf Punkte {\displaystyle x} und {\displaystyle y} anwendet, meint man die einelementigen Mengen {\displaystyle \left\{x\right\},\left\{y\right\}}. Sind {\displaystyle A} und {\displaystyle B} offene disjunkte Mengen, dann sind sie durch Umgebungen getrennt: Nimm {\displaystyle U=A} und {\displaystyle V=B} als Umgebungen. Aus diesem Grund wendet man viele Trennungsaxiome speziell auf abgeschlossene Mengen an.
Zwei Punkte {\displaystyle x} und {\displaystyle y} heißen topologisch unterscheidbar, wenn sie nicht genau dieselben Umgebungen haben. Zwei topologisch unterscheidbare Punkte sind notwendig verschieden. Sind {\displaystyle x} und {\displaystyle y} getrennt (das heißt {\displaystyle \left\{x\right\}} und {\displaystyle \left\{y\right\}} sind getrennte Mengen), dann sind sie topologisch unterscheidbar.

## Definition der Trennungsaxiome
Viele der Namen haben im Laufe der Zeit ihre Bedeutung verändert, auch haben viele dieser Konzepte mehrere Namen. In dieser Enzyklopädie werden meist noch keine dieser Namen bevorzugt, die Reihenfolge ist also willkürlich (und aus dem englischen Artikel übernommen).
Die meisten der Axiome kann man auf verschiedene Weisen mit derselben Bedeutung definieren, die hier gegebene bezieht sich zuerst auf die Separiertheits-Begriffe des vorigen Abschnitts.
Sei im Folgenden {\displaystyle X} stets ein topologischer Raum.
- {\displaystyle X} ist ein Kolmogoroff-Raum, wenn er das Axiom T0 erfüllt: Je zwei verschiedene Punkte von {\displaystyle X} sind topologisch unterscheidbar, d. h., es gibt eine offene Menge, die einen Punkt enthält, jedoch nicht den anderen. Unter den anderen Trennungsaxiomen gibt es oft eine Variante, die T0 fordert, und eine andere, die dies nicht tut.

- {\displaystyle X} ist ein R0-Raum, oder symmetrischer Raum, wenn je zwei topologisch unterscheidbare Punkte getrennt sind, wenn also die abgeschlossene Hülle jedes der beiden Punkte den jeweils anderen nicht enthält.

- {\displaystyle X} ist ein T1-Raum, oder hat eine Fréchet-Topologie, wenn je zwei verschiedene Punkte separiert sind. Das Axiom T1 besteht also aus T0 und R0. Gleichbedeutend ist die Bedingung, dass jede einelementige Menge abgeschlossen ist. Zu vermeiden ist hier die Bezeichnung „Fréchet-Raum“, die ein Begriff der Funktionalanalysis ist.

- {\displaystyle X} ist ein präregulärer Raum, wenn er das Axiom R1 erfüllt: Je zwei topologisch unterscheidbare Punkte werden durch Umgebungen getrennt. Das Axiom R1 schließt R0 ein.

- {\displaystyle X} ist ein Hausdorff-Raum, wenn er das Axiom T2 erfüllt: Je zwei verschiedene Punkte sind durch Umgebungen getrennt. Das Axiom T2 besteht also aus T0 und R1. Es schließt die Bedingung T1 ein. Gleichbedeutend ist die Bedingung, dass je zwei verschiedene Punkte disjunkte Umgebungen besitzen.

- {\displaystyle X} ist ein nüchterner Raum (engl. sober space), falls jede irreduzible abgeschlossene Menge Abschluss genau eines Punktes ist. Hausdorff-Räume sind nüchtern und nüchterne Räume sind T0.[1]

- {\displaystyle X} ist ein Urysohn-Raum, wenn er das Axiom T2½ erfüllt: Je zwei verschiedene Punkte sind durch abgeschlossene Umgebungen getrennt. Das Axiom T2½ schließt T2 ein, ein Urysohn-Raum ist also hausdorffsch.

- {\displaystyle X} ist ein vollständiger Hausdorff-Raum oder auch vollständig T2, falls zwei beliebige Punkte durch eine Funktion getrennt sind. Jeder vollständig hausdorffsche Raum ist ein T2½-Raum.

- {\displaystyle X} ist ein regulärer Raum, wenn jeder Punkt {\displaystyle x} von jeder abgeschlossenen Menge {\displaystyle F}, die {\displaystyle x} nicht enthält, durch Umgebungen getrennt ist. In einem regulären Raum sind {\displaystyle x} und {\displaystyle F} sogar durch abgeschlossene Umgebungen getrennt. Jeder reguläre Raum ist präregulär, und jeder reguläre T0-Raum ist hausdorffsch.

- {\displaystyle X} ist ein regulär hausdorffscher Raum oder auch T3-Raum, falls er T0 erfüllt und regulär ist. Ein T3-Raum ist immer ein T2½-Raum.

- {\displaystyle X} ist ein vollständig regulärer Raum, falls jede abgeschlossene Menge {\displaystyle F} und jeder nicht in {\displaystyle F} liegende Punkt durch eine stetige Funktion getrennt sind. Jeder vollständig reguläre Raum ist regulär.

- {\displaystyle X} ist ein Tychonoff-Raum oder ein T3½-Raum oder ein T3a-Raum oder ein vollständiger T3-Raum oder ein vollständig regulärer hausdorffscher Raum, falls {\displaystyle X} ein T0-Raum ist, der zugleich vollständig regulär ist.  Ein Tychonoff-Raum ist sowohl regulär hausdorffsch als auch vollständig hausdorffsch.

- Für das Trennungsaxiom T4 und den Begriff eines normalen Raums gibt es zwei Konventionen:
  - entweder besagt T4, dass je zwei abgeschlossene disjunkte Teilmengen disjunkte offene Umgebungen haben, und ein normaler Raum ist ein Raum, der T2 und T4 erfüllt
  - oder ein Raum heißt normal, wenn je zwei abgeschlossene disjunkte Teilmengen disjunkte offene Umgebungen haben, und ein Raum erfüllt T4, wenn er normal und hausdorffsch ist (d. h. zusätzlich T2 erfüllt). Diese Definition verwenden wir für den Rest des Artikels.

- {\displaystyle X} ist ein vollständig normaler Raum, falls zwei getrennte Mengen immer durch Umgebungen getrennt sind. Ein vollständig normaler Raum ist immer normal.

- {\displaystyle X} ist ein vollständig normaler hausdorffscher Raum oder ein T5-Raum oder ein vollständiger T4-Raum, falls {\displaystyle X} sowohl vollständig normal ist als auch T1 erfüllt. Jeder T5-Raum ist auch ein T4-Raum.

- {\displaystyle X} ist ein perfekt normaler Raum, falls zwei disjunkte abgeschlossene Mengen scharf durch eine Funktion getrennt sind. Jeder perfekt normale Raum ist vollständig normal.

- {\displaystyle X} ist ein perfekt normaler hausdorffscher Raum oder ein perfekter T4-Raum, falls {\displaystyle X} perfekt normal ist und T1 erfüllt. Jeder perfekte T4-Raum ist ein T5-Raum.

- {\displaystyle X} ist ein lokalkompakter Raum, falls {\displaystyle X} Hausdorffsch ist und jeder Punkt eine kompakte Umgebung besitzt.